# Эль-Седраль
Эль-Седраль (исп. El Cedral) — поселение в муниципалитете Косумель мексиканского штата Кинтана-Роо. Численность населения, по данным переписи 2010 года, составила 15 человек.